# Winter-Paralympics 2010/Skilanglauf
Bei den X. Winter-Paralympics 2010 wurden zwischen dem 14. und 21. März 2010 in Whistler 20 Wettbewerbe im Skilanglauf ausgetragen.

## Wettbewerbe
Die Wettbewerbe fanden in den Kategorien sehbehindert, sitzend und stehend statt. Es gab insgesamt 20 Medaillenentscheidungen, davon je zehn bei den Damen und bei den Herren. Die letzten beiden Rennen wurden in der Staffel ausgetragen. Die Distanzen reichten von einem Kilometer im Sprintwettbewerb bis zu 20 Kilometern im Einzelrennen der Herren. Die erfolgreichste Nation bei den Langlaufbewerben der 10. Winter-Paralympics war Russland mit insgesamt 22 Medaillen – davon sieben in Gold, neun in Silber und sechs in Bronze. Deutschland belegte mit drei Gold- und einer Silbermedaille den dritten Rang. Erfolgreichste Athletin war die Deutsche Verena Bentele mit drei Goldmedaillen. Erfolgreichster Athlet war der Kanadier Brian McKeever mit ebenfalls drei Goldenen.

## Damen
| Disziplin             | Klasse       | Gold                                                        | Gold    | Silber                                                             | Silber  | Bronze                                                          | Bronze  |
| --------------------- | ------------ | ----------------------------------------------------------- | ------- | ------------------------------------------------------------------ | ------- | --------------------------------------------------------------- | ------- |
| 1 km Sprint klassisch | sehbehindert | Verena Bentele                                              | 4:14.2  | Michalina Lyssowa                                                  | 4:44.2  | Ljubow Wassiljewa                                               | 4:54.4  |
| 1 km Sprint klassisch | sitzend      | Francesca Porcellato                                        | 2:58.5  | Olena Jurkowska                                                    | 3:00.0  | Ljudmila Wautschok                                              | 3:01.9  |
| 1 km Sprint klassisch | stehend      | Olexandra Kononowa                                          | 4:21.4  | Shoko Ota                                                          | 4:26.8  | Anna Burmistrowa                                                | 4:31.3  |
| 5 km klassisch        | sehbehindert | Verena Bentele                                              | 15:08.8 | Michalina Lyssowa                                                  | 16:00.3 | Tatjana Iljutschenko                                            | 17:18.4 |
| 5 km klassisch        | sitzend      | Ljudmila Wautschok                                          | 14:56.6 | Andrea Eskau                                                       | 15:11.4 | Colette Bourgonje                                               | 15:16.4 |
| 5 km klassisch        | stehend      | Olexandra Kononowa                                          | 16:01.3 | Julyja Batenkowa-Bauman                                            | 16:03.7 | Laryssa Varona                                                  | 17:38.2 |
| 10 km Freistil        | sitzend      | Ljudmila Wautschok                                          | 30:52.9 | Colette Bourgonje                                                  | 31:49.8 | Olena Jurkowska                                                 | 32:43.5 |
| 15 km Freistil        | sehbehindert | Verena Bentele                                              | 45:11.1 | Ljubow Wassiljewa                                                  | 48:34.1 | Jadwiha Skarabahataja                                           | 49:19.3 |
| 15 km Freistil        | stehend      | Anna Burmistrowa                                            | 49:16.3 | Julyja Batenkowa-Bauman                                            | 49:23.5 | Katarzyna Rogowiec                                              | 51:04.1 |
| 3 × 2,5 km Staffel    |              | Russland Marija Jowlewa Michalina Lyssowa Ljubow Wassiljewa | 20:23.2 | Ukraine Olena Jurkowska Julyja Batenkowa-Bauman Olexandra Kononowa | 20:42.7 | Belarus Laryssa Varona Ljudmila Wautschok Jadwiha Skarabahataja | 22:04.2 |

## Herren
| Disziplin                   | Klasse       | Gold                                                      | Gold    | Silber                                                          | Silber  | Bronze                                                       | Bronze  |
| --------------------------- | ------------ | --------------------------------------------------------- | ------- | --------------------------------------------------------------- | ------- | ------------------------------------------------------------ | ------- |
| 1 km Sprint klassisch       | sehbehindert | Brian McKeever                                            | 3:42.9  | Nikolai Poluchin                                                | 3:47.0  | Zebastian Modin                                              | 3:50.2  |
| 1 km Sprint klassisch       | sitzend      | Sergei Schilow                                            | 2:31.8  | Irek Saripow                                                    | 2:31.9  | Wladimir Kisseljow                                           | 2:36.6  |
| 1 km Sprint klassisch       | stehend      | Yoshihiro Nitta                                           | 3:30.7  | Kirill Michailow                                                | 3:32.3  | Ilkka Tuomisto                                               | 3:33.9  |
| 10 km klassisch             | sehbehindert | Brian McKeever                                            | 26:01.6 | Helge Flo                                                       | 27:27.3 | Nikolai Poluchin                                             | 27:40.7 |
| 10 km klassisch             | sitzend      | Irek Saripow                                              | 27:12.1 | Enzo Masiello                                                   | 28:21.1 | Dsmitryj Loban                                               | 28:25.1 |
| 10 km klassisch             | stehend      | Yoshihiro Nitta                                           | 26:29.5 | Kirill Michailow                                                | 27:01.7 | Hryhorij Wowtschynskyj                                       | 27:03.7 |
| 15 km                       | sitzend      | Irek Saripow                                              | 41:01.1 | Roman Petuschkow                                                | 41:11.1 | Enzo Masiello                                                | 41:54.9 |
| 20 km Freistil              | sehbehindert | Brian McKeever                                            | 51:14:7 | Nikolai Poluchin                                                | 51:55.6 | Wassil Schapzjaboj                                           | 52:22.5 |
| 20 km Freistil              | stehend      | Kirill Michailow                                          | 52:07.7 | Nils-Erik Ulset                                                 | 53:34.1 | Wladimir Kononow                                             | 53:53.4 |
| 1 × 4 km + 2 × 5 km Staffel |              | Russland Sergei Schilow Kirill Michailow Nikolai Poluchin | 38:54.8 | Ukraine Jurij Kostjuk Hryhorij Wowtschynskyj Witalij Lukjanenko | 39:16.7 | Norwegen Trygve Toskedal Larsen Vegard Dahle Nils-Erik Ulset | 39:48.9 |

## Medaillenspiegel
| Medaillenspiegel Skilanglauf | Medaillenspiegel Skilanglauf | Medaillenspiegel Skilanglauf | Medaillenspiegel Skilanglauf | Medaillenspiegel Skilanglauf | Medaillenspiegel Skilanglauf |
| Platz                        | Land                         | Gold                         | Silber                       | Bronze                       | Gesamt                       |
| ---------------------------- | ---------------------------- | ---------------------------- | ---------------------------- | ---------------------------- | ---------------------------- |
| 1                            | Russland                     | 7                            | 9                            | 6                            | 22                           |
| 2                            | Kanada                       | 3                            | 1                            | 1                            | 5                            |
| 3                            | Deutschland                  | 3                            | 1                            | 0                            | 4                            |
| 4                            | Ukraine                      | 2                            | 5                            | 2                            | 9                            |
| 5                            | Japan                        | 2                            | 1                            | 0                            | 3                            |
| 6                            | Belarus                      | 2                            | 0                            | 6                            | 8                            |
| 7                            | Italien                      | 1                            | 1                            | 1                            | 3                            |
| 8                            | Norwegen                     | 0                            | 2                            | 1                            | 3                            |
| 9                            | Frankreich                   | 0                            | 0                            | 1                            | 1                            |
|                              | Polen                        | 0                            | 0                            | 1                            | 1                            |
|                              | Schweden                     | 0                            | 0                            | 1                            | 1                            |